# Puyi
Aisin Gioro Puyi (chiń. trad. 愛新覺羅·溥儀; ur. 7 lutego 1906 w Pekinie, zm. 17 października 1967 tamże) – ostatni cesarz Chin. Należał do mandżurskiej dynastii Qing, zmuszony w 1912 roku do abdykacji. Od 1934 roku cesarz marionetkowego państwa Mandżukuo, a od 1945 roku więzień – najpierw radziecki, a potem chiński. Po uwolnieniu w 1959 roku został zwykłym obywatelem Chińskiej Republiki Ludowej i pracował jako ogrodnik, a potem archiwista.
W latach 1920–1932 używał imienia Henry Pu Yi.

## Życiorys

### Ostatni cesarz Chin
W roku 1908 został intronizowany (jako cesarz Xuantong) po śmierci cesarzowej-wdowy Cixi. Miał wówczas dwa lata. W roku 1911 wybuchła ludowa rewolucja Xinhai. Zwołane w Nankinie Zgromadzenie Narodowe uchwaliło tymczasową konstytucję Republiki Chińskiej i wybrało pierwszego prezydenta, którym został Sun Jat-sen, przywódca rewolucyjnego związku Odrodzenia Chin. Młodociany, 6-letni wówczas cesarz, a właściwie jego rodzina, w 1912 roku zrzekła się władzy, w zamian za przyrzeczenie dobrego traktowania, co oznaczało stałe dochody od państwa, luksusowe warunki bytowania oraz rangę obcej głowy państwa w gościnie. Na podstawie ugody, były cesarz otrzymał znaczne przywileje osobiste: honorowy tytuł cesarza, wysoką rentę państwową, ochronę osobistą itp.

### Restauracja na dwanaście dni
1 lipca 1917 roku monarchista, generał Zhang Xun (張勛) zbrojnie przywrócił rządy cesarzowi na dwanaście dni, w czasie których republikański samolot zrzucił na pałac cesarski trzy bomby. Zdarzenie to uważane jest za pierwszy przypadek bombardowania lotniczego w Azji Wschodniej.

### Obywatel Republiki Chińskiej
Po ponownym obaleniu, Puyi stał się oficjalnie prywatnym obywatelem, jakkolwiek nie mógł się uskarżać na warunki materialne. Mieszkał w tym okresie w rezydencji swego ojca, Zaifenga. Te ulgowe warunki obowiązywały jednak tylko do 1924. Wtedy musiał opuścić pałac w Pekinie i został wydalony do Tianjinu, na teren koncesji japońskiej, gdzie przebywał pod opieką policji japońskiej.

### Czternaście lat Mandżukuo

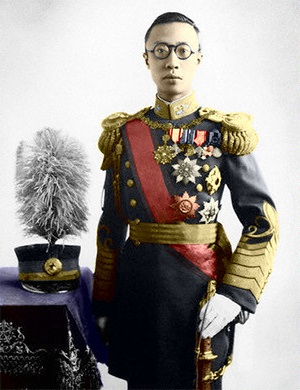
Puyi jako marionetkowy cesarz Mandżukuo.

Po agresji na Chiny w 1931 i opanowaniu północno-wschodnich Chin, Japończycy proklamowali tam utworzenie zależnego od Japonii państwa Mandżukuo. 1 marca 1932 Puiy został prezydentem nowego państwa, a w 1934 roku został koronowany na cesarza. Puyi we wszystkim ulegał Japończykom, żywiąc skrycie nadzieję, że cesarstwo zostanie restaurowane w całych Chinach. Jego podpis widniał na wszystkich rozkazach, jakie podsuwali mu Japończycy. Nie miał nic do powiedzenia w kwestii rządzenia swoim państwem, zredukowany do roli marionetki, co wszelako nie umniejsza – jak sam to przyznaje w swej autobiografii – jego winy, jako że służył okupantom za parawan, za którym dokonywali podporządkowania sobie Chin i licznych zbrodni.

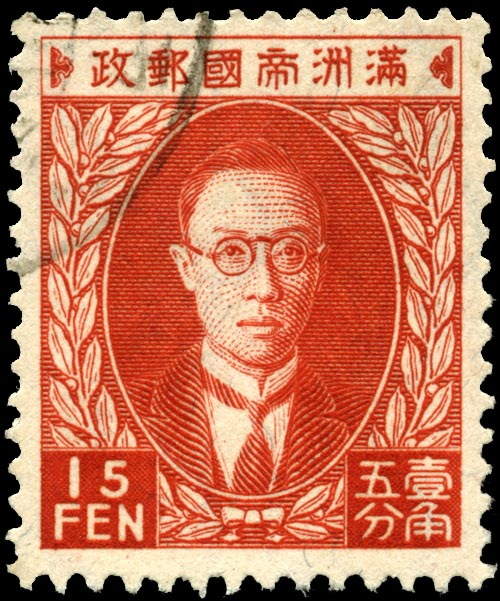
Znaczek pocztowy Mandżukuo z 1935 roku z podobizną Puyi.

Cesarstwo było główną wojskowo-gospodarczą bazą wypadową w wojnie z Chinami. Gdy 8 sierpnia 1945 ZSRR wypowiedział wojnę Japonii, uderzając przede wszystkim na Mandżukuo, cesarz wraz z bratem ewakuowali się śpiesznie do Korei, skąd mieli drogą morską udać się do Japonii. Jednak wobec zablokowania bombardowanych portów, zawrócili na lotnisko w Mukdenie, stolicy Mandżukuo, gdzie przygotowano dla nich samolot. W nocy 18 sierpnia wokół miasta niespodziewanie wylądowały radzieckie wojska desantowe i obaj bracia zostali aresztowani w poczekalni dworca lotniczego.

### Więzień i obywatel ChRL
Po klęsce Japonii (1945) został wzięty do niewoli przez wojska radzieckie i przebywał w niej do roku 1950. Następnie został wydany władzom Chin Ludowych i przebywał do roku 1959 w więzieniu dla zbrodniarzy wojennych, w celu odbycia reedukacji.
Na mocy specjalnej amnestii uwolniono Puyi i jego braci, którzy zamieszkali w Pekinie. Ostatni cesarz pracował pewien czas jako ogrodnik w ogrodzie botanicznym, a następnie jako archiwista Komisji Materiałów Historycznych Ogólnochińskiego Komitetu Ludowej Politycznej Rady Konsultatywnej Chin. Zasiadał m.in. w Ludowej Politycznej Konferencji Konsultatywnej.
1 maja 1962 ożenił się z pielęgniarką Li Shuxian. Według Jia Yinghua, autora biografii Puyi z 2001, nowa żona wielokrotnie groziła mu rozwodem, bo uważała go za niedorajdę i impotenta. Jej zapędy powstrzymał premier Zhou Enlai, bo rozwód popsułby wizerunek szczęśliwego, zresocjalizowanego byłego cesarza.
Puyi zmarł prawdopodobnie na raka nerek.

## Autobiografia
Pod kierunkiem chińskich władz Puyi napisał dwutomową autobiografię, której pierwsze wydanie ukazało się w Polsce w latach 1988–1989 pod tytułem Byłem ostatnim cesarzem Chin. Książkę zekranizował w 1987 roku Bernardo Bertolucci pod tytułem Ostatni cesarz. Młodszy brat cesarza, Pujie, był konsultantem włoskiego reżysera.

## Odznaczenia
- Order Podwójnego Smoka[2]
- Order Żółtego Smoka
- Order Czerwonego Smoka
- Order Niebieskiego Smoka
- Order Czarnego Smoka
- Wielki Mistrz Orderu Pomyślnych Chmur (Mandżukuo)
- Wielki Mistrz Orderu Filarów Państwa (Mandżukuo)
- Order Chryzantemy (Japonia)
- Wielka Wstęga Kwiatów Paulowni Orderu Wschodzącego Słońca (Japonia)
- Łańcuch Orderu Karola I (Rumunia)
- Order Annuncjaty
- Kawaler Krzyża Wielkiego Orderu Domowego pw. świętych Maurycego i Łazarza
- Kawaler Krzyża Wielkiego Orderu Korony Włoch

## Puyi w kulturze
- Ostatni cesarz – film w reżyserii Bernardo Bertolucciego z 1987
- The Misadventure of Zoo – hongkoński serial z 1981
- The Founding of a Party – chiński film o początkach KPCh z 2011